# 新中川橋

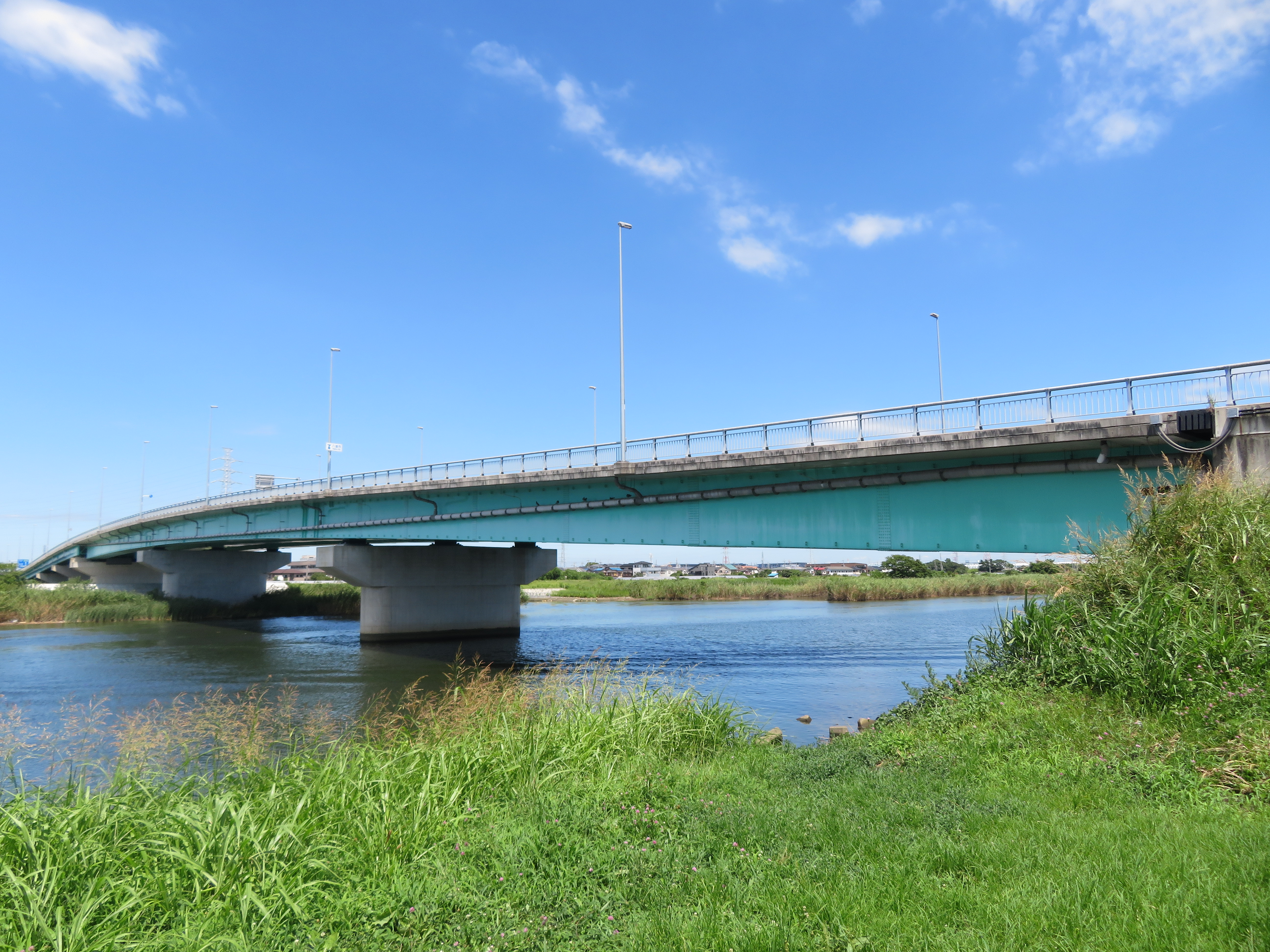
新中川橋（2022年（令和4年）8月）

新中川橋（しんなかがわばし）とは、埼玉県三郷市戸ケ崎と八潮市大字伊勢野の一級河川中川に架かる埼玉県道54号松戸草加線の道路橋である。

## 概要
下流側に同県道の現道の橋である潮止橋及び周辺道路で発生していた渋滞対策と、2005年（平成17年）に三郷・八潮両市内に開業したつくばエクスプレスの沿線で行われている土地区画整理事業と併せた道路整備を目的として建設された。1985年（昭和60年）度から事業が開始され、2010年（平成22年）11月28日に開通した。また、埼玉県の第二次緊急輸送道路に指定されている。

## 橋の諸元
- 道路区分：主要地方道（千葉県道・東京都道・埼玉県道54号松戸草加線）
- 橋長：（本橋部）347.6 m、（三郷市側取付部）250 m
- 幅員：22.0 m
- 形式：3径間連続鋼箱桁（A1〜P3）、5径間連続鋼箱桁（P3〜A2）、2径間連続PC中空床版（三郷市側取付部）
- 開通：2010年（平成22年）11月28日[1]
- 管理者：埼玉県（担当事務所：埼玉県越谷県土整備事務所）
- 車道：片側2車線

## 隣の橋
- 中川

（上流） - 共和橋 - つくばエクスプレス中川橋梁 - 新中川橋 - 潮止橋 - 飯塚橋  - （下流）